# Dariusz Baliszewski

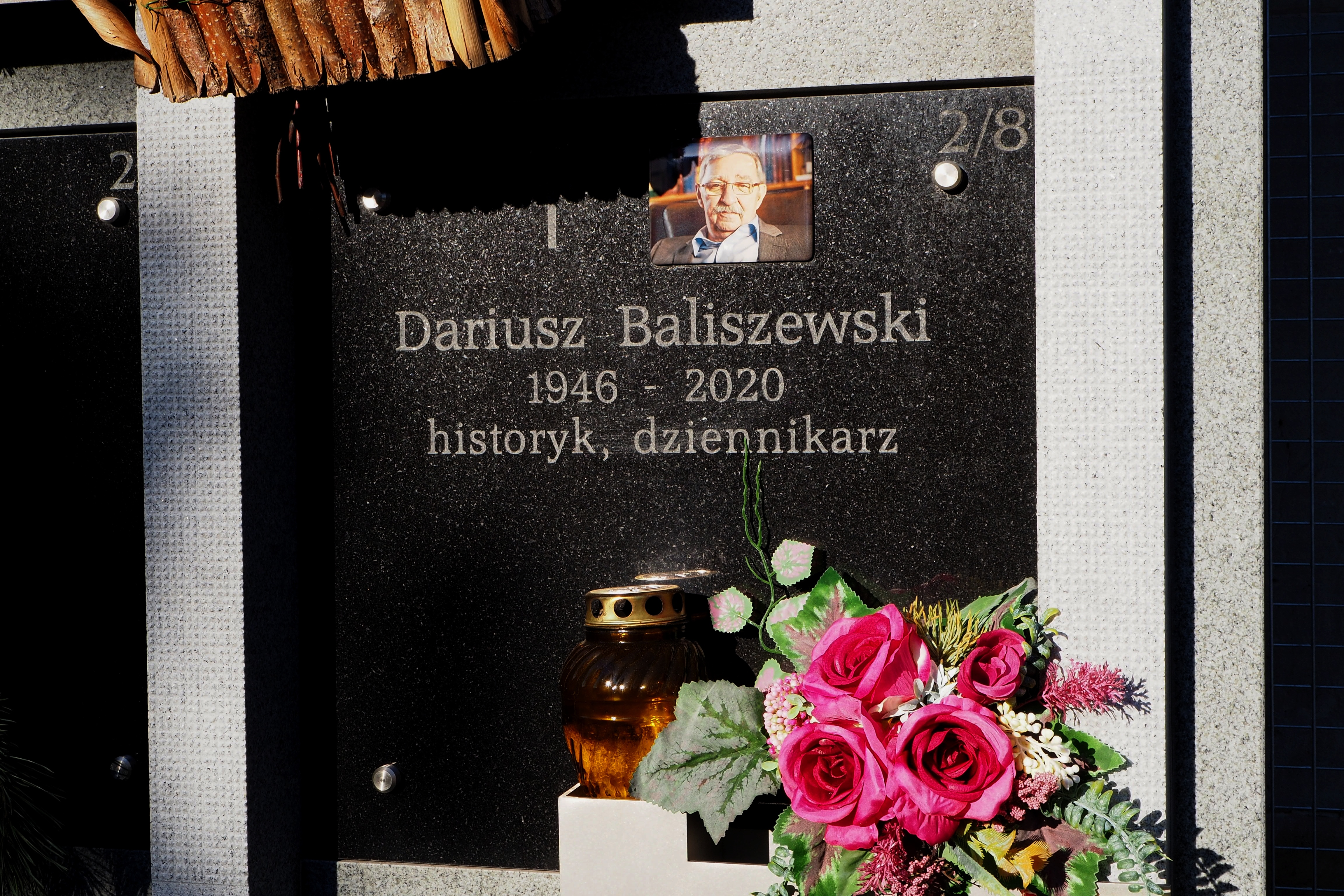
Grób historyka Dariusza Baliszewskiego na Cmentarzu Wojskowym na Powązkach w Warszawie

Dariusz Baliszewski (ur. 14 kwietnia 1946 w Warszawie, zm. 10 sierpnia 2020 tamże) – polski historyk, dziennikarz i publicysta.

## Życiorys
Syn Stefana. Współpracował m.in. z TVP, TVN, Newsweekiem, Wprost. W latach 80. i 90. XX wieku prowadził popularne programy telewizyjne „Świadkowie” i „Rewizja nadzwyczajna”, mające wyjaśniać tajemnice dwudziestego stulecia, a szczególnie II wojny światowej. Był autorem sensacyjnych i czasem kontrowersyjnych artykułów o kulisach działalności wywiadów, Polskiego Państwa Podziemnego, rządu RP na uchodźstwie, katastrofy w Gibraltarze (4 lipca 1943) czy organizacji Muszkieterzy. Był stałym publicystą miesięcznika Uważam Rze Historia i Rzeczpospolitej.
Postanowieniem prezydenta Aleksandra Kwaśniewskiego z 2 listopada 1999 został odznaczony Srebrnym Krzyżem Zasługi „za zasługi w twórczości telewizyjnej, za osiągnięcia w pracy zawodowej i działalności społecznej”.
Zmarł po ciężkiej chorobie, 17 sierpnia 2020 został pochowany na Cmentarzu Wojskowym na Powązkach w Warszawie (kwatera Q KOL 21 rząd 2 grób 8).

### Badanie okoliczności śmierci Władysława Sikorskiego
Na podstawie hipotez Baliszewskiego dotyczących katastrofy w Gibraltarze powstał film kinowy Generał – zamach na Gibraltarze (2009) oraz serial telewizyjny Generał (2009, reż. Anna Jadowska).
W 2013 Instytut Pamięci Narodowej umorzył śledztwo w sprawie śmierci gen. Władysława Sikorskiego w katastrofie w Gibraltarze, stwierdzając, że śmierć generała nastąpiła wskutek obrażeń typowych dla ofiar wypadków komunikacyjnych, a zatem najwcześniej w chwili uderzenia samolotu w wodę, kategoryczne odrzucając możliwość mechanizmu śmierci wskutek uduszenia, obrażeń postrzałowych, a nadto ran kłutych, ciętych lub rąbanych. Tym samym podważyło to zasadnicze hipotezy Baliszewskiego.

## Publikacje książkowe
- Ilustrowany przewodnik po Polsce stalinowskiej; wraz z Andrzejem Krzysztofem Kunertem (1999)
- Prawdziwa historia Polaków; wraz z Andrzejem Krzysztofem Kunertem (1999)
- Historia nadzwyczajna (2009)
- Trzecia strona medalu (2010)
- Wojna, tajemnica, miłość (2016)
- Agenci, zdrajcy, bohaterowie (2017), ISBN 978-83-739-9709-7.
- Gibraltar. Tajemnica Sikorskiego (2017), ISBN 978-83-7399-721-9.
- Cud niepodległości (2019), ISBN 978-83-7399-826-1.

## Filmografia
- 2016: Kazimierz Leski, film dokumentalny – konsultacja historyczna
- 2011: Churchills Verrat an Polen, film dokumentalny – scenariusz (sceny fabularne), reżyseria (sceny fabularne)
- 2009: Generał, serial dokumentalny – scenariusz